# Liste der Bodendenkmale in Sandau (Elbe)
In der Liste der Bodendenkmale in Sandau (Elbe) sind alle Bodendenkmale der Stadt Sandau (Elbe) aufgelistet. Grundlage ist die Veröffentlichung der Landesdenkmalliste mit Stand vom 25. Februar 2016. Die Baudenkmale sind in der Liste der Kulturdenkmale in Sandau (Elbe) aufgeführt.
| Denkmal-ID | Fundart            | Ortsteil | Bezeichnung                       | Zeitstellung       | Lage                                                                                                  | Bemerkungen | Bild |
| ---------- | ------------------ | -------- | --------------------------------- | ------------------ | --- | --- | ---- |
| 428310327  | Befestigung > Burg | Sandau   | Burganlage, abgetragen – kein OBD | Mittelalter        | ca. 1,2 km östlich der Altstadt („Großes Burgland“), in der Nähe („Kleines Burgland“/„Wendendorf“) () | Nur noch geringe Erhöhung in der Niederung. 1894 waren hier wohl noch tiefe Gräben erkennbar. Keine Strukturen mehr im Gelände erkennbar. |      |
| 428310328  | besonderer Stein   | Sandau   | preußischer Rundsockelstein       | Neuzeit (ab ~1500) | ca. 2 km nordöstl. der Ortsmitte an der Straße, schräg gegenüber einem Einzelgehöft (Lage)            | Wohl Tiefengestein (Granit) mit weißen Farbresten (Anstrich), sichtbare Höhe: ca. 1,01 m, oberer Durchmesser: ca. 46 cm, unterer Durchmesser: ca. 60 cm (geschätzt), sichtbare Sockelhöhe: ca. 22 cm, oben schräg gefast. Der Stein läuft oben spitz zu. |      |